# Wilhelm Segin
Wilhelm Segin (* 15. Januar 1898 in Wewelsburg; † 14. März 1980) war ein deutscher Lehrer, Oberstudienrat, Ausbilder, Historiker, Autor, Kreisheimatpfleger und Heimatgebietsleiter. Segin war Träger des Bundesverdienstkreuzes 1. Klasse.

## Biografie
Segin wurde am 15. Januar 1898 in Wewelsburg in der westfälischen Stadt Büren (Kreis Paderborn) als Kind seiner Eltern Caspar und Theresia geboren. Er absolvierte sein Abitur am Gymnasium Theodorianum.
Im Ersten Weltkrieg erlitt er am 26. September 1917 bei der Dritten Flandernschlacht schwere Verletzungen durch Schrapnellsplitter und wurde bis ins Jahr 1918 in Paderborn und in Münster mehrfach operiert. Für ein Theologiestudium galt er deswegen als nur „bedingt tauglich“. 1925 musste er aufgrund derselben Wunde erneut monatelang im Münsteraner Uni-Klinikum verbringen.
Segin studierte in den 1920er Jahren Deutsch, Geschichte, Volkskunde und vergleichende Sprachwissenschaft. Er arbeitete dann als Gymnasiallehrer und im Jahr 1937 als Studienrat an der ehemaligen Aufbauschule in Büren.
1939 heiratete er Hildegard Meschede und bekam mit ihr im Winter 1941 eine Tochter, Irene, benannt nach der griechischen Göttin des Friedens Eirene und im Herbst 1943 eine zweite Tochter, Hildegard.
Im Jahr 1949 wurde er an das Gymnasium Theodoranium nach Paderborn versetzt, das er einst als Schüler selbst besucht hatte. Seit 1957 bildete er am staatlichen Studienseminar selbst künftige Gymnasiallehrer im Fach Geschichte aus. 1958 empfing er seine Beförderung zum Oberstudienrat, bevor er im Jahr 1963 pensioniert wurde. Am 14. März 1980 starb Segin im Alter von 82 Jahren und wurde auf dem Westfriedhof in Paderborn bestattet.

### Wissenschaftliche Tätigkeit
Segin schrieb in den 1950er bis 1970er Jahren zahlreiche landesgeschichtliche Beiträge, die besonders in der Westfälischen Zeitschrift des Vereins für Geschichte und Altertumskunde Westfalens veröffentlicht wurden.
Insbesondere befasste er sich mit dem Kloster Dalheim, von dem auch seine Dissertation handelt, des Weiteren mit dem Kloster Böddeken, der Wewelsburg und dem Gymnasium Theodoranium. Einige seiner Beiträge wurden auch separat als Monographien gedruckt.

### Heimatpfleger
Im Jahr 1953 wurde er Kreisheimatpfleger für das Paderborner Land und im Jahr 1958 Heimatgebietsleiter für das Corveyer Land. Ein Beispiel seiner erfolgreichen Bemühungen war die Erhaltung und sinnvolle Weiternutzung der Gebäude im Kloster Dalheim.

### Bundesverdienstkreuz
Der Bundespräsident Heinrich Lübke verlieh Segin im Jahr 1968 das Bundesverdienstkreuz 1. Klasse.

## Werke
Monographien
- Geschichte der Wewelsburg. P. N. Esser. (Verlag), Büren 1925.[5]
- Kloster Dalheim im Sintfelde bei Paderborn. Mit einer siedlungsgeschichtlichen Einleitung. Verlag Regensberg, Münster 1936. (auch in: Westfälische Zeitung 91, 1935. S. 130–205)[6]
- Kirchen und Kapellen im Raume Böddeken. Schöningh Verlag, 1972. (auch in: Paul-Werner Scheele (Hrsg.): Paderbornensis Ecclesia. Verlag Ferdinand Schöningh, 1972. S. 49–85)[7]

als Herausgeber
- Augustin Wibbelt: plattdeutsche Gedichte. Aschendorff Verlag, Münster 1957.[8]